# Hauteville (Ardennes)
Hauteville ist eine französische Gemeinde mit 123 Einwohnern (Stand: 1. Januar 2022) im Département Ardennes in der Region Grand Est (bis 2015 Champagne-Ardenne). Sie gehört zum Arrondissement Rethel, zum Kanton Château-Porcien sowie zum Gemeindeverband Pays Rethélois.

## Geographie
Umgeben wird Hauteville von den Nachbargemeinden Chappes im Norden, Justine-Herbigny im Nordosten, Sery im Osten, Inaumont im Südosten, Écly im Süden sowie Son im Westen.

## Bevölkerungsentwicklung
| Jahr                      | 1962 | 1968 | 1975 | 1982 | 1990 | 1999 | 2006 | 2011 | 2016 |
| ------------------------- | ---- | ---- | ---- | ---- | ---- | ---- | ---- | ---- | ---- |
| Einwohner                 | 161  | 140  | 123  | 114  | 121  | 111  | 115  | 111  | 103  |
| Quelle: Cassini und INSEE |      |      |      |      |      |      |      |      |      |

## Sehenswürdigkeiten
- Kirche Saint-Martin
- Kriegerdenkmal
- alte  Brauerei

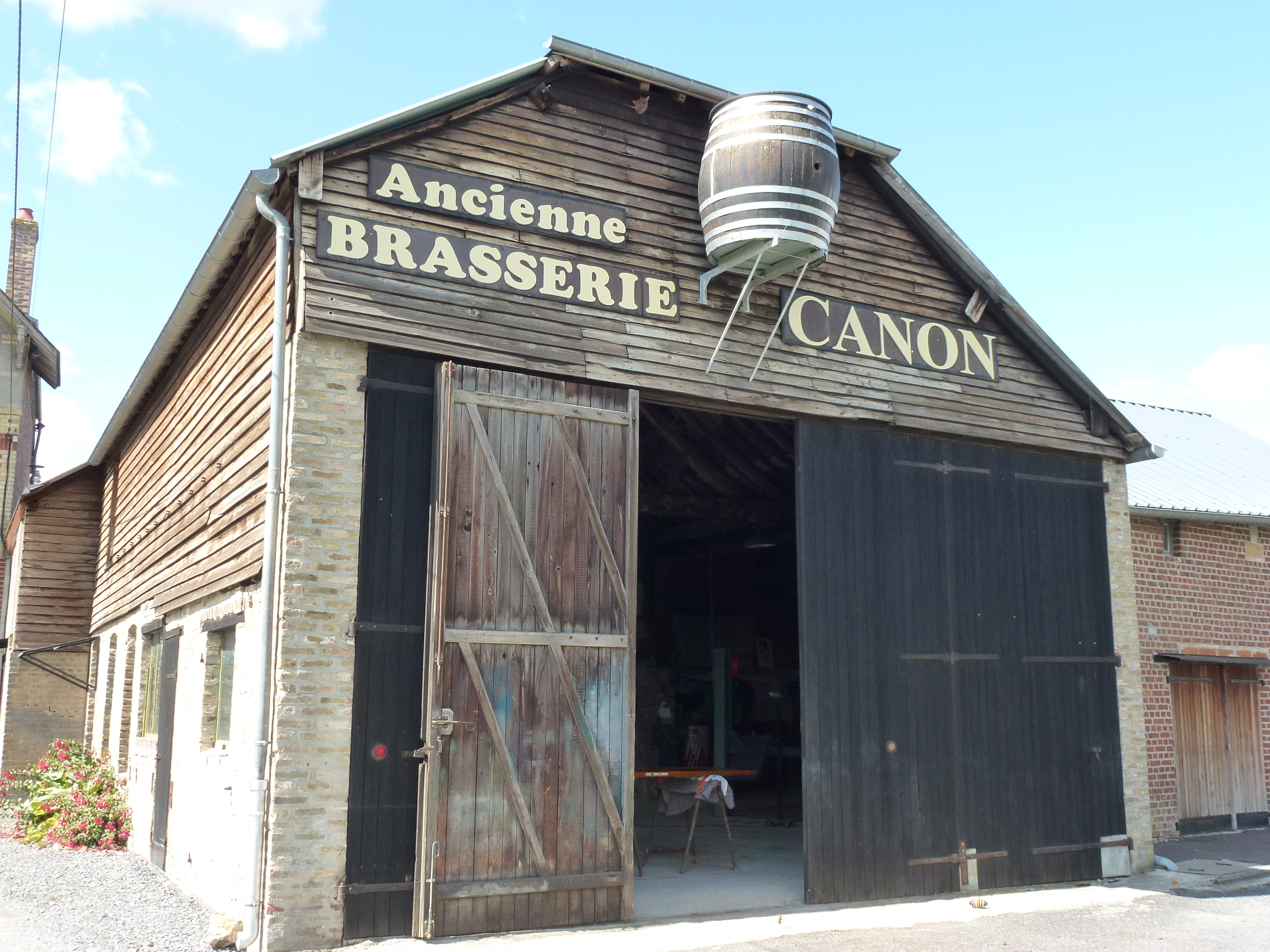
Ehemalige Brauerei
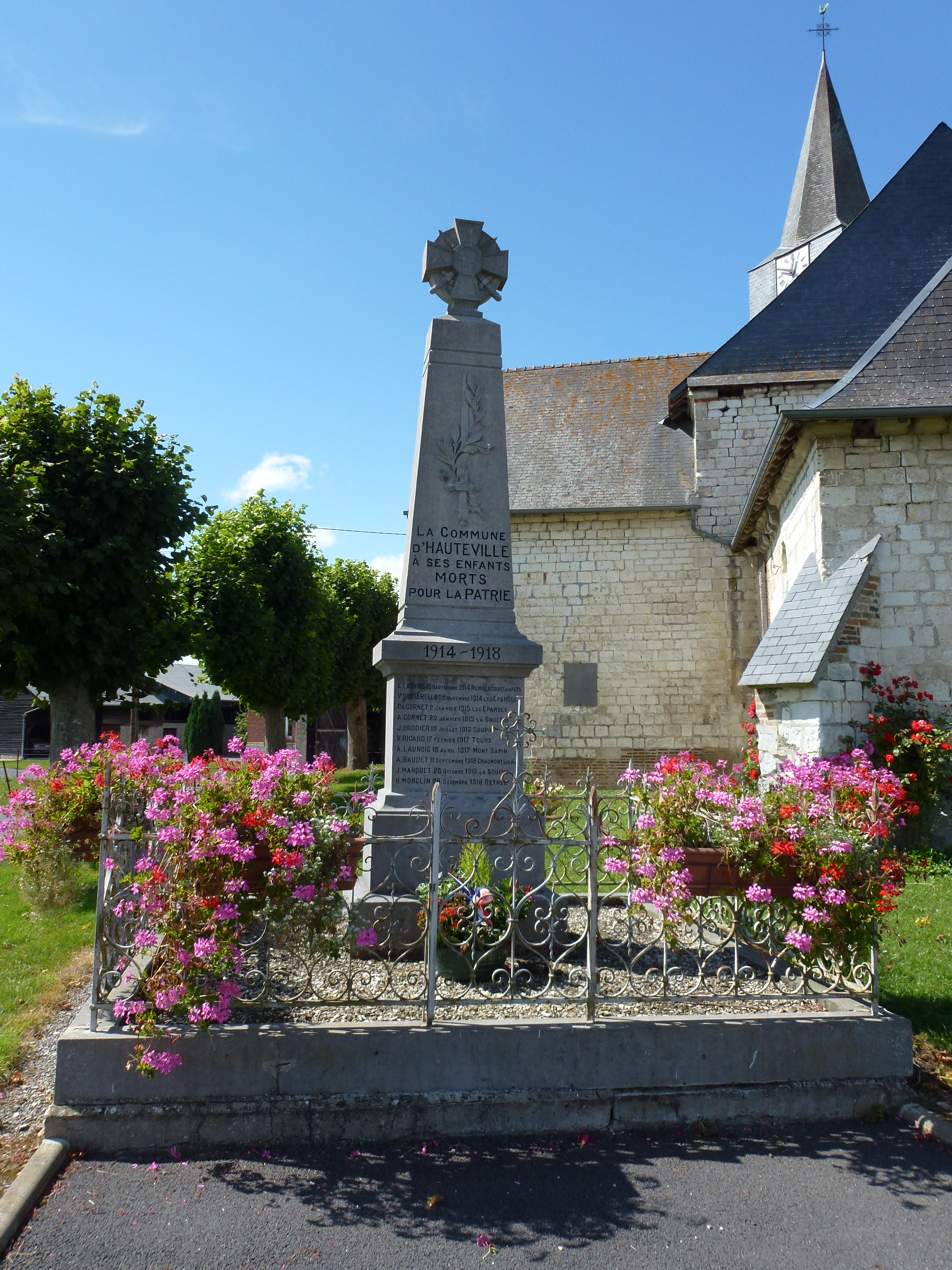
Kriegerdenkmal
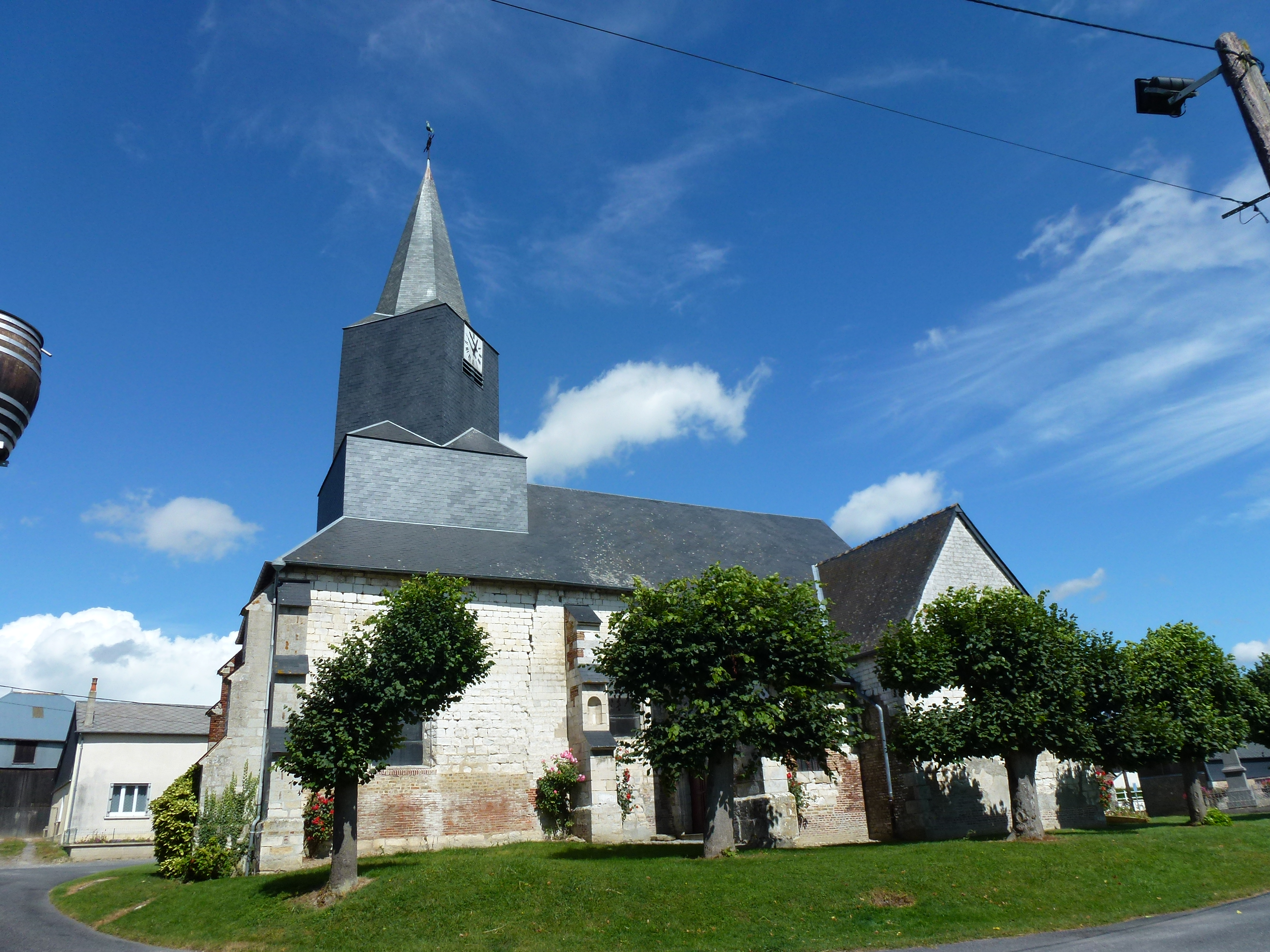
Kirche Saint-Martin